# Prik og Plet er Hemmelige
|  | Denne artikel er oprettet af botten PalnaBot ud fra en ekstern database. Den kan derfor have sproglige fejl eller mangler. Denne skabelon kan fjernes efter kontrol af indholdet. |

Prik og Plet er Hemmelige er en animationsfilm instrueret af Lotta Geffenblad, Uzi Geffenblad efter manuskript af Lotta Geffenblad, Uzi Geffenblad.

## Handling
Hjemme hos Prik og Plet er der endnu mere rodet end der plejer. Slet ikke hyggeligt eller rart. Nu skal Prik og Plet lave om, ligesom man gør på TV. På loftet finder de alle mulige ting til arbejdet: pensler, spande, tapet og en stige. Da de bliver færdige, er deres hjem både hemmeligt og hjemligt...